# Cane arrabbiato
Cane arrabbiato (Man Hunt) è un film del 1984 diretto da Fabrizio De Angelis, con Ethan Wayne.

## Trama
Un giovane che vive solitamente nel deserto dell'Arizona supera un giorno un reticolato per portare ad abbeverare i suoi cavalli; splendidi animali acquistati tempo prima. Qui, mentre lui riposa e i cavalli bevono, viene sorpreso da alcuni uomini armati che lavorano per Mr. Robson, il proprietario del terreno e della fonte. Accusato ingiustamente di furto dal proprietario del fondo viene arrestato e condotto ai lavori forzati. Ma riuscirà ad evadere.

## Curiosità
- Il regista, l'italiano Fabrizio De Angelis si firma con lo pseudonimo di Larry Ludman in questo film.
- Il protagonista, del quale non si fa mai il nome completo ma viene chiamato Rock in una scena, ad un certo punto chiama da un bar un venditore di cavalli e per farsi richiamare fornisce il numero 867-5309; il numero è tratto dal titolo di una hit americana del 1982 della band Tommy Tutone: 867-5309/Jenny.
- Il giudice nel processo è interpretato da Thomas Rallis: un vero ex giudice di pace della Contea di Pima in Arizona.